# Давід Одонкор
Давід Одонкор (нім. David Odonkor, нар. 21 лютого 1984, Бюнде) — колишній німецький футболіст, півзахисник. По завершенні ігрової кар'єри — футбольний тренер.
Насамперед відомий виступами за «Боруссію» (Дортмунд) та «Реал Бетіс», а також національну збірну Німеччини.

## Клубна кар'єра
Народився 21 лютого 1984 року в місті Бюнде, земля Північний Рейн-Вестфалія.
Вихованець юнацьких команд футбольних клубів «Хольсен-Але», «Бюндер» та «Боруссія» (Дортмунд).
У дорослому футболі дебютував 2001 року виступами за другу команду «Боруссії», в якій провів чотири сезони, взявши участь у 49 матчах чемпіонату. Поступово став долучатись до складу основної команди, разом з якою Давід став чемпіоном Німеччини.
Своєю грою за цю команду привернув увагу представників тренерського штабу клубу «Реал Бетіс», до складу якого приєднався 2006 року. Відіграв за севільський клуб наступні п'ять років своєї ігрової кар'єри.
Протягом сезону 2011-12 років захищав кольори команди клубу «Алеманія» (Аахен), що виступала у другій бундеслізі.
До складу клубу «Закарпаття» приєднався 12 липня 2012 року, підписавши контракт на один рік. За півроку провів у чемпіонаті України 14 матчів і забив у них два голи, однак перед зимовою перервою з незрозумілих причин залишив розташування клубу, так і не повернувшись.
У середині літа з'явилася інформація, що Одонкор близький до переходу в клуб з Таїланду «Бангкок Юнайтед», але трансфер так і не відбувся.
 
У вересні 2013 року Давід вирішив оголосити про завершення кар'єри футболіста.

## Виступи за збірні
Виступав за юнацькі збірні Німеччини різних вікових категорій.
Протягом 2004—2006 років залучався до складу молодіжної збірної Німеччини, разом з якою брав участь у молодіжному чемпіонаті Європи 2004 року. Всього на молодіжному рівні зіграв у 15 офіційних матчах, забив 3 голи.
30 травня 2006 року дебютував в офіційних матчах у складі національної збірної Німеччини в товариській грі проти збірної Японії.
У складі збірної був учасником чемпіонату світу 2006 року у Німеччині, на якому команда здобула бронзові нагороди, та чемпіонату Європи 2008 року в Австрії та Швейцарії, де разом з командою здобув «срібло».
Всього провів у формі головної команди країни 16 матчів, забивши 1 гол.

## Тренерська кар'єра
Після завершення кар'єри гравця почав працювати асистентом в клубі четвертого німецького дивізіону «Ферль».

## Титули і досягнення
- Чемпіон Німеччини (1):

«Боруссія» (Дортмунд): 2001-02
- Бронзовий призер чемпіонату світу: 2006
- Віце-чемпіон Європи: 2008